# Око Дубаю
Око Дубаю (Ain Dubai) — оглядове колесо в місті Дубай. Є найвищим у світі, маючи у висоту понад 250 метрів.

## Відомості
Оглядове колесо встановили в рамках програми з підвищення туристичної привабливості Дубаю. Розташоване в центральній частині штучного острова Блакитних вод (Bluewaters Island) поблизу пристані для яхт у Дубаї, який відкрили у 2018 році.
Виконавцем проєкту є компанія «Meraas». Атракціон планували відкрити напередодні всесвітньої виставки «Експо-2020». Для будівництва використали 9000 тонн сталі, що на 25 % більше, ніж під час спорудження Ейфелевої вежі.
Один оберт колеса триває 38 хвилин. Одночасно на колесі можуть перебувати 1 750 осіб (за іншими даними — 1900). Атракціон має 48 закритих кабінок (є три типи кабінок: оглядові, приватні й для заходів), деякі з яких можуть вмістити до 40 пасажирів (через пандемію коронавірусу станом на кінець жовтня 2021 року у кожній кабіні зможуть перебувати до 10 осіб). У деяких із кабінок є бар, також там можна замовити вечерю. Організатори атракціону обіцяють можливість влаштовувати конференції або весілля. Виглядовий атракціон працюватиме цілодобово.
«Око Дубаю» є понад 80 м вищим за оглядове колесо «Гай Роллер» (High Roller) у Лас-Вегасі, яке було найвищим у світі до жовтня 2021 року.
Квитки можна купити одразу на два повних оберти. Ціни — від 130 дирхамів (близько 950 грн).

## Див.також
- Лондонське око
- Гай Роллер
- Бакинське оглядове колесо